# Шинекок Хилс (Њујорк)
Шинекок Хилс (енгл. Shinnecock Hills) насељено је место без административног статуса у америчкој савезној држави Њујорк.

## Демографија
По попису из 2010. године број становника је 2.188, што је 439 (25,1%) становника више него 2000. године.
| Група             | 2000.         | 2010.         |
| Белци             | 1.439 (82,3%) | 1.436 (65,6%) |
| Афроамериканци    | 74 (4,2%)     | 45 (2,1%)     |
| Азијати           | 17 (1,0%)     | 25 (1,1%)     |
| Хиспаноамериканци | 182 (10,4%)   | 655 (29,9%)   |
| Укупно            | 1.749         | 2.188         |